# Расулов, Эльшод Юнусович
Эльшод Расулов (Elshod Rasulov; род. 7 марта 1986 в Коканде, Ферганская область) — узбекский боксёр, трёхкратный призёр чемпионатов мира. Выступает в среднем весе. Занимается под руководством тренера Наби Бойматова.
В 2012 году был выбран в качестве знаменосца сборной Узбекистана на открытии летних Олимпийских игр в Лондоне.

## Достижения
- 2004 год — чемпион мира среди молодежи
- 2006 год — чемпион среди военнослужащих
- На чемпионате мира 2007 года он проиграл нокаутом Нуньесу и не завоевал медали.
- Дважды чемпион на Азиатских играх и чемпионате континента.
- Чемпионат мира по боксу 2009 в Милане (Италия) — серебряная медаль. В финале проиграл россиянину Артуру Бетербиеву.
- Чемпионат мира по боксу 2011 в Баку (Азербайджан) — бронзовая медаль. В полуфинале уступил казахстанскому боксёру Адильбеку Ниязымбетову.

## Награды и звания
- Заслуженный спортсмен Республики Узбекистан (2007)[1]
- Орден «Мехнат шухрати» (2009)[2]
- Заслуженный тренер Республики Узбекистан (2021)[3].